# 鍾姓
鍾姓是汉姓之一，與複姓鍾離出於一個源頭，是一個多民族、多源流的姓氏。《百家姓》排名第149位。現時是中國大陸姓氏排行第56位的姓氏，约佔全地區汉族人口的0.38%。鍾姓是畲族以及客家大姓，主要分布于廣東、江西、四川、廣西、香港等地區。

## “鍾姓”问题
在1935年8月21日国民政府公佈《第一批簡體字表》時，官方第一次確定鈡為鐘的簡體字，保留鍾，讓鈡、鍾二字各自獨立，並行於世。
在20世紀50年代中华人民共和国政府將「鐘」和「鍾」合併簡化為單一漢字「钟」。1956年公佈的《漢字簡化方案》只將「鍾」字簡化為「钟」，「鐘」字僅簡化偏旁「釒」；但在1959年「钟」字列入第四批簡化字推行時，兼作「鐘」「鍾」兩字的簡化字。
2013年中華人民共和國國務院發佈的《通用规范汉字表》规定「鍾」用於姓氏人名时可簡化成「锺」，因鐘姓是不同於鍾姓的另一姓氏，雖然两字已分别簡化，但在中國大陸傳媒及大眾普遍不使用「锺」字，多數原为“鍾”姓的人士繼續使用“钟”為姓氏。
2017年，馬來西亞華語規範理事會依當地鍾氏宗親會所請將「鍾」字簡體定為「锺」。

## 人口统计
当代锺姓的人口约624万，排在中国第56位。大约占中国人口的0.35%，分布主要集中于广东、江西、四川、广西等地区，大约占锺姓总人口的65%。
2022年1月24日，公安部户政管理研究中心发布2021年全国姓名报告，锺姓分布最多的地区是广东。

### 漢族

#### 子姓说
源於子姓：鍾氏的源流可追溯到春秋时代宋微子建立宋国，是商汤的子姓后裔。张澍《姓氏寻源》认为鍾氏“当是以官为氏”，其始祖曾食於叫作鍾离（今安徽临淮关一带）的地方，所以子孙“以邑为氏”，开始以“鍾離”或“鍾”为姓。复姓“鍾離”及单姓“鍾”，為同一起源的姓氏。

#### 羋姓说
源於羋姓，楚公族鍾建封於鍾吾國,其後為鍾吾氏,後簡寫為鍾氏。

### 畲族
畲族鍾氏，漢化改姓為氏，为畲族四大姓之一。畲族锺氏主要分布在福建、浙江、江西、廣東、廣西等地。

## 郡望
1. 颍川郡，治所在阳翟（今河南禹县）；
2. 竟陵郡，治所在石城（今湖北鍾祥）。

## 堂号
“四德”、“颍川”、“知音”、“敬爱”、“大宗”等。

## 外部連結
- 鍾氏宗亲总会（页面存档备份，存于）
- 新加坡鍾氏公會 （页面存档备份，存于）
- 自貢鍾氏 （页面存档备份，存于）
- 平江锺氏 （页面存档备份，存于）
- 锺氏宗亲网 （页面存档备份，存于）
- 雲南绥江鍾氏宗親會 （页面存档备份，存于）
- 香港離島坪洲鍾氏祠堂遺迹 （页面存档备份，存于）
- 鍾氏宗親總會成立筵開50席（香港文匯報） （页面存档备份，存于）